# Les Inrockuptibles
Cet article possède un paronyme, voir Les Incorruptibles.
Les Inrockuptibles, familièrement appelé Les Inrocks, est un magazine français initialement consacré au rock et devenu ensuite culturel et politique (classé à gauche). Il apparaît en 1986 et est publié par les Éditions Indépendantes.
Le siège des Inrockuptibles est actuellement situé au 10-12 rue Maurice-Grimaud dans le 18e arrondissement de Paris,.

## Histoire

### Revue confidentielle
Tout débute par une émission de rock diffusée tous les samedis soirs sur CVS Versailles à l'époque des radios libres au début des années 1980. Elle s'intitule « Les Inrockuptibles ». Le titre est un néologisme tiré du terme « les incorruptibles » inventé par Jean-Marie Durand, qui permet de créer un mot-valise en insérant le mot « rock ». Au début de 1985, la bande composée du versaillais Christian Fevret, du financier Arnaud Deverre et de Serge Kaganski décide de réfléchir à un projet de fanzine, prolongement papier de l'émission, car ils estiment que la presse rock institutionnelle (Best et Rock & Folk) n'accorde pas une place suffisante aux nouveaux groupes. La radio a permis à Fevret de se constituer un solide réseau auprès des maisons de disques.
En 1986, Christian Fevret et Arnaud Deverre lancent donc un bimestriel rock, sous-titré « interviews & chroniques »,  dont la charte graphique et le traitement sont sobres, uniquement composés d'entretiens et de photos en noir et blanc, signées entre autres par Renaud Monfourny. Le premier numéro daté mars-avril 1986 comporte Chris Isaak en couverture et est tiré à 3 000 exemplaires. Vendu au prix de 15 francs, il est distribué dans un réseau de boutiques branchées. Pour ses fondateurs, l'objectif consiste à aller à la rencontre de leurs héros (Leonard Cohen, David Bowie...) et de faire découvrir certains artistes d'une scène anglaise alors méconnue du grand public, tout particulièrement New Order (no 5), Echo and the Bunnymen (no 7) et The Smiths (no 8), ayant le sentiment que la presse française existante n'en parlait pas assez.
Durant la première phase de son existence, le magazine s'appuie sur un réseau de distribution parallèle - hors NMPP -, impliquant associations culturelles et disquaires. Sa distribution s'avère toutefois très confidentielle et le reste jusqu'au numéro 12 du magazine daté de l'été 1988 qui affiche The Jesus and Mary Chain en couverture. Dès le numéro suivant (octobre-novembre 1988), le nombre de pages augmente et les sujets se diversifient. Dès lors, le périodique traite non seulement de musique mais aussi de littérature et de cinéma. Le format papier évolue également : de 21 × 27 cm à 30 × 23 cm. Parmi les rubriques apparaissent pour la première fois des brèves (« popus »), des indiscrétions puis progressivement, des chroniques de une à deux pages, rédigées entre autres par Michka Assayas, Jean-Daniel Beauvallet, Christian Fevret, Emmanuel Tellier ou ultérieurement, Arnaud Viviant. Une page satirique (« Blah blah blah ») complète la formule, signée du pseudonyme J. Robinhood. La disponibilité en kiosque du magazine devient ensuite plus régulière. En 1988, le journal accueille ses premières journalistes féminines dans son équipe avec Anne-Claire Norot, puis Sophie Bonnet. « Ces schtroumphettes apporteront un peu de finesse dans notre village de garçons », commente Serge Kaganski dans un éditorial consacré aux 25 ans du journal.
À l'été 1989, Les Inrockuptibles quittent leur siège du 6e arrondissement de Paris pour s'implanter rue d'Alésia, dans le 14e arrondissement. La publication adopte une reliure à dos carré collé (numéro 17 — Chris Isaak en couverture).

### Transition avant mutation
Serge Kaganski raconte que le journal change radicalement au début des années 1990 : « Fini les locaux-chambre de bonne, les machines à écrire d'occase, les traversées de la Manche en ferry, le bénévolat, c'est devenu une petite entreprise, avec plusieurs salariés, un comptable, de vrais locaux, des ordinateurs et une périodicité qui va bientôt passer mensuelle », raconte-t-il ainsi.
Fin 1991, une photo de Leos Carax avec son chien, tandis que vient de sortir Les amants du Pont-Neuf, est la première couverture cinéma du magazine. Suivent celles de Spike Lee, Maurice Pialat et Quentin Tarantino.
En mars 1992, la parution devient mensuelle (numéro 34 — Ian McCulloch en couverture). La revue est alors reconnue pour la qualité de ses entretiens et la découverte de nouveaux artistes français totalement inconnus du grand public, tels que Dominique A ou Philippe Katerine. Elle s'ouvre progressivement aux autres disciplines artistiques.

### Magazine hebdomadaire
En 1995, la revue change une nouvelle fois de format et de style et adopte la périodicité hebdomadaire au moment où le concurrent Technikart se positionne sur un axe éditorial comparable. Le magazine se veut alors généraliste culturel, traitant de musique, cinéma, littérature, société, télévision, etc. Régulièrement, des compilations CD sont incluses au magazine (titres représentatifs de l'actualité musicale « branchée », extraits de romans, bandes-annonces de films à venir).
La rédaction souhaite porter un regard critique et objectif sur les musiques rock et les arts contemporains. Cette évolution s'effectue en 1995 sous l'impulsion de Christian Fevret, Jean-Daniel Beauvallet et Emmanuel Tellier pour la musique, alors que Serge Kaganski traite de cinéma. Sylvain Bourmeau intègre la rédaction en chef tandis que l'écrivain Marc Weitzmann rejoint le journal pour s'occuper de la littérature. Jean-Marie Durand crée une séquence Médias et Jean-Max Colard est chargé de l'actualité de l'art contemporain. Le magazine aborde l'art et les faits de société par un traitement éditorial ancré à gauche. À l'hiver 1997, le magazine relaie et accompagne un mouvement de contestation sociale initié par quelques cinéastes (Arnaud Desplechin, Pascale Ferran...), s'opposant à la politique d'immigration. En avril 1999, le magazine participe à l'organisation de concerts de soutien au Gisti (Groupe d'information et de soutien des immigrés), avec des artistes comme Fabe, Bertrand Cantat, Jeanne Balibar, etc.
En février 2004, Les Inrockuptibles publient le manifeste « Appel contre la guerre à l'intelligence » sous-titré « Face à la politique du gouvernement Raffarin, enseignants, magistrats, chercheurs, artistes, avocats, psychanalystes, étudiants, etc., se mobilisent ». La pétition est signée par plusieurs milliers de personnes et le journal publie ensuite de nombreux témoignages de personnalités et d'anonymes.
Dans le courant des années 2000, plusieurs nouvelles signatures rejoignent le journal : Jean-Marc Lalanne - engagé comme rédacteur en chef en 2003, Joseph Ghosn et Pierre Siankowski - rédacteurs en chef adjoints à partir de 2006, Nelly Kaprièlian - qui prend la tête des pages « livres », Olivier Nicklaus - qui crée les pages « style », Olivier Joyard - qui crée les pages « séries », Géraldine Sarratia, Thomas Burgel, Johanna Seban, Fabienne Arvers, etc. D'autres quittent le magazine. On note ainsi le départ d'Emmanuel Tellier devenu rédacteur en chef de Télérama. Gilles Tordjman, Arnaud Viviant et Marc Weitzmann se séparent du journal. Sylvain Bourmeau et Jade Lindgaard rejoignent Mediapart.
Le 14 mars 2006, le magazine inaugure une nouvelle formule qui se veut plus vivante. Un nouveau sous-titre « Le news culturel » remplace l'ancien « Culture, télé, société », le jour de parution passe du mardi au mercredi. Les deux premières couvertures de cette nouvelle formule sont consacrées à la crise du contrat première embauche (CPE), qui fait alors rage en France.

### Rachat par Matthieu Pigasse et nouvelle formule
En juin 2009, le banquier d'affaires et vice-président Europe de la Banque Lazard Matthieu Pigasse rachète le magazine.
En février 2010, Frédéric Allary, directeur général depuis 2000, quitte la société. Le 15 mars 2010, son fondateur Christian Fevret quitte à son tourLes Inrockuptibles. Il déclare : « Vingt-quatre ans après avoir fondé Les Inrockuptibles avec quelques amis, c'est avec une émotion toute particulière que j'ai décidé, en accord avec Matthieu Pigasse, de quitter le journal pour me consacrer à des projets personnels. Nous avons toujours voulu que Les Inrocks soit en mouvement permanent, réfractaire au sur-place et aux institutions, fidèle à son esprit d'insoumission, en quête de nouveauté et tourné vers l'avenir. Nous avons réussi. ».
Le 14 septembre 2010, Les Inrockuptibles lancent une formule sensiblement nouvelle sous l'impulsion de Bernard Zekri, qui quitte la chaîne i-Télé dont il dirige la rédaction, à cause de mauvais résultats d'audience. La conception de la maquette est confiée à Étienne Robial, créateur de l'identité graphique de Canal +. L'ambition consiste à transformer la revue en un hebdomadaire politique, social et culturel véhiculant « l'esprit rock ». Ainsi, le magazine tente d'élargir son lectorat en s'extirpant de la niche rock, cinémas et littérature qui a pourtant toujours fait son succès et sa notoriété. La nouvelle stratégie repose sur un constat selon lequel les trentenaires ne liraient plus les magazines d'actualité hebdomadaires traditionnels (Le Point, Le Nouvel Observateur, etc.), ce qui représenterait une opportunité commerciale. Pour répondre à cette mutation, la rédaction dirigée par Bernard Zekri s'étoffe de nouveaux journalistes et collabore notamment avec Arnaud Aubron de Rue89. Un cahier de huit pages consacré à l'actualité politique, intitulé Tout nu, est créé - mais il disparait en l'état au bout d'une année. D'autres nouvelles rubriques sont plus pérennes, comme le Billet dur de Christophe Conte, portrait satirique d'une personnalité choisie dans l'actualité de la semaine.
En juillet 2012, à la suite du départ de David Kessler, nommé conseiller chargé de la culture auprès du président de la République française, et compte tenu des résultats mitigés de la nouvelle formule, le propriétaire Matthieu Pigasse nomme Audrey Pulvar comme directrice générale chargée de l'éditorial et Arnaud Aubron comme directeur général chargé du développement de la marque sur les nouveaux supports et hors-médias. La nomination d'Audrey Pulvar, alors compagne du ministre du redressement productif Arnaud Montebourg, pose la question de l'indépendance de la rédaction du magazine. À la suite de cette nomination, l'éditorialiste Thomas Legrand décide de quitter le magazine en considérant qu'il n'est pas possible de travailler de manière indépendante dans ces conditions. Au même moment, la journaliste politique Hélène Fontanaud quitte le titre avant d'être nommé responsable du service de presse du Parti socialiste. Au début du mois de septembre, Marc Beaugé, rédacteur en chef chargé de l'actualité, démissionne à son tour du magazine, pour rejoindre le groupe So Press, jugeant Audrey Pulvar « trop floue sur le projet éditorial et trop autoritaire dans son management », suivi de Bernard Zekri. Pierre Siankowski, déjà chargé du site Inrocks.com depuis le départ d'Arnaud Aubron, succède à Marc Beaugé à cette fonction.
En 2012, le journal est à nouveau déficitaire après deux exercices dans le rouge (3 millions d'euros de pertes en 2011). Malgré sa nouvelle formule « newsmagazine » initiée en 2010, Les Inrocks voit sa diffusion fondre de plus de 7 % sur l'exercice 2011-2012 rapporte Presse News.
Audrey Pulvar démissionne le vendredi 21 décembre 2012. Le 18 janvier 2013, Frédéric Bonnaud est nommé directeur de la rédaction. Les relations difficiles d'Audrey Pulvar en interne expliqueraient également sa mise à l'écart. En 2013, Les Inrocks ont connu des pertes de 2,3 millions d'euros selon l'AFP.
Le 1er septembre 2014, à la suite du départ de Pierre Siankowski pour l'émission Le Grand Journal de Canal +, Géraldine Sarratia est nommée rédactrice en chef, chargée des actualités du magazine. Par ailleurs, Anne Laffeter est nommée rédactrice en chef adjointe, chargée des actualités du magazine, tandis que David Doucet devient rédacteur en chef web.
En 2015, la chute des ventes conjuguée à celle des revenus publicitaires a empêché le retour à l'équilibre de sa société éditrice, Les Editions indépendantes. Selon Presse News, les pertes se creusent et le titre affiche des revenus en baisse (16 millions de chiffre d'affaires en 2014) et double ses pertes par rapport à 2014, de l'ordre de 200 000 €. À partir du mois de mars 2015, le journal fait face à l'arrivée d'un concurrent sur son périmètre culturel et branché avec Society qui cible comme Les Inrocks, un lectorat jeune, urbain et CSP.
Le 1er janvier 2016, Pierre Siankowski, de retour aux Inrockuptibles, devient directeur de la rédaction en remplacement de Frédéric Bonnaud, nommé directeur de la Cinémathèque française. Parallèlement, Bernard Zekri est nommé administrateur et vice-président du journal.
Le 1er septembre 2016, David Doucet est nommé rédacteur en chef du magazine et du site, en remplacement de Géraldine Sarratia qui s'occupe désormais de la rubrique Style des Inrockuptibles.
Le 4 janvier 2017, Élisabeth Laborde est nommée secrétaire générale des Nouvelles Éditions indépendantes avec pour mission de chapeauter les relations sociales, ainsi que la communication interne et externe du groupe de Pigasse.En juin 2017, Élisabeth Laborde remplace Frédéric Roblot à la direction générale et à la direction de la publication du magazine. Ce dernier est nommé directeur financier de l'hebdomadaire et du groupe Nova.

### Retour aux fondamentaux
Le 30 août 2017, les Inrockuptibles dévoilent une nouvelle formule papier, avec une mise en page et une organisation modifiées, recentrée sur les articles longs (entretiens, portraits, tribunes) et le cahier critique. Le journal se recentre sur la culture. Elle est accompagnée d'une nouvelle mouture du site internet et de l'application.
A la fin de l'année 2017, un projet de rupture conventionnelle collective est évoquée par Élisabeth Laborde. Refusant ce plan d'austérité, le directeur financier et ancien directeur général du journal, Frédéric Roblot, claque la porte de l'hebdomadaire. « Ce départ se fait sur fond de crise pour les 70 salariés confrontés à un plan de départs volontaires », raconte l'hebdomadaire Stratégies. « La une sur Cantat, décidée par la direction en marge de la rédaction comme tous les sujets de couverture, a nui au journal où règne un climat pénible. On redoute un départ massif, ce qui reviendrait à tuer le journal », confie une source interne.
Au cours de l'été 2018, une trentaine de salariés quittent le journal à l'issue de cette rupture conventionnelle collective dont certaines plumes historiques telles Jean-Daniel Beauvallet ou Serge Kaganski. Cela représente un tiers des effectifs. Quasiment tous les services sont touchés : rédaction, maquette, iconographie, secrétariat de rédaction, régie et service développement. Les ventes ont diminué et l'hebdomadaire a perdu 1,5 million d'euros en 2017. Les syndicats qui ne sont pas majoritairement favorables à cette « RCC » finissent par l'accepter (sauf le SNJ-Solidaires).
En septembre 2018, une nouvelle rupture conventionnelle collective concernant cinq postes est mise en œuvre aux Inrockuptibles. Occasionnée par cinq demandes supplémentaires de départs, elle vient s'ajouter aux 27 emplois déjà supprimés. L'acceptation de ces nouveaux départs par la directrice générale des Inrockuptibles, Élisabeth Laborde, est la conséquence des difficultés de la marque en 2017, suivi d'une dégradation de la situation depuis le début de l'année.
Le 31 décembre 2018, Jean-Marc Lalanne, rédacteur en chef depuis 2003, remplace Pierre Siankowski à la tête de la direction des Inrockuptibles, un choix qui, selon Libération, « confirme le recentrage du magazine sur la culture, après qu'il a longtemps cherché à se frayer un chemin dans l'actualité politique et sociétale ».
En février 2019, après qu'a éclaté l'affaire de la Ligue du LOL, David Doucet (rédacteur en chef web), et son adjoint sont licenciés notamment sur motif qu'ils ont nui à l'image du magazine,. La mise en cause des deux responsables de l'hebdomadaire réveille des souffrances et des rancœurs enfouies selon Le Monde. Dans une contre-enquête, NextInpact raconte que le personnel du journal a connu au cours des dernières années : un suicide, une tentative, au moins quatre burn-outs et une cinquantaine de départs cumulés depuis 2014. Le magazine est condamné par les prud'hommes le 3 septembre 2021 pour avoir licencié David Doucet « sans cause réelle et sérieuse » ,.
En mars 2019, Marie Kirschen, une spécialiste des questions liées aux femmes et aux personnes LGBT, est nommée rédactrice en chef du site tandis que Fanny Marlier devient rédactrice en chef adjointe. Créatrice de la revue lesbienne Well Well Well, Marie Kirschen est également membre du collectif de femmes journalistes « Prenons la une » qui avait adressé la « candidature symbolique de 30 de ses adhérentes aux postes laissés vacants par la Ligue du LOL ».

### Difficultés financières et tentative de relance
Au printemps 2019, Le Canard enchaîné révèle que le groupe de médias Les Nouvelles Éditions indépendantes (LNEI) auquel appartient Les Inrocks est en difficulté financière et que le journal est particulièrement déficitaire. Certaines directions du groupe sont touchées par des licenciements et le secrétariat de rédaction des Inrocks est également menacé par une baisse d'effectif.
Au cours de l'été 2019, la directrice générale des Inrocks Élisabeth Laborde est convoquée à un entretien préalable en vue d'un licenciement. Selon Le Canard Enchaîné, cette ancienne proche de Matthieu Pigasse paie une chute vertigineuse des ventes et un déficit devenu chronique. Selon les chiffres OJD, la diffusion France payée du titre avait baissé de -17,26 % entre 2017 à 2018 à 28 798 exemplaires. En diffusion totale, il a perdu 15,75 % à 31 955 exemplaires. Emmanuel Hoog la remplace en tant que directeur général et directeur de la publication. En septembre 2019, cet ancien président de l'AFP annonce vouloir lancer « une campagne de recrutement d'abonnés numériques forte et active » afin de relancer le titre. Durant cette période, un basculement du format hebdomadaire au format trimestriel est étudié selon Mediapart.
En octobre 2019, Le Point et Mediapart dépeignent une mauvaise situation financière aux Inrocks. Celle-ci pourrait participer à la fragilisation de Matthieu Pigasse, qui y a investi des fonds personnels ainsi que dans le secteur médiatique et culturel, et se retrouve très endetté,. L'hebdomadaire culturel avait été racheté en 2009 pour moins de cinq millions €. Il avait alors été relancé à grands frais, ce qui a creusé ses pertes, qui ont atteint 8,3 millions d'euros cumulées entre 2009 et 2012, selon ses comptes sociaux. Récemment, les coûts ont été réduits via des mesures d'économies drastiques. Le festival des Inrocks est annulé en 2019. Malgré une sévère cure d'amaigrissement imposée depuis 2019, le journal est toujours déficitaire relève Le Figaro. Pour y remédier, le banquier veut développer les passerelles entre Radio Nova et Les Inrocks.
Le 4 décembre 2019, Antoine Daccord est nommé directeur des contenus et du développement de Radio Nova et des Inrockuptibles. Invité sur le plateau de l'émission Soft Power de France Culture, Emmanuel Hoog reconnaît les difficultés du titre et révèle qu'il n'écarte pas « un changement de périodicité et un retour au format mensuel » du journal culturel. Le festival des Inrocks fait son retour en mars 2020 via un partenariat avec Rock en Seine avec Chassol, Lou Doillon, Charlotte Adigéry, Joesef ou encore MNNQNS,. Sous le thème de l'avenir, des débats sont prévus avec le philosophe Alain Badiou et l'écrivaine Leïla Slimani. L'évènement a lieu à La Gaîté Lyrique.
Le 23 août 2020, le retour au format mensuel des Inrockuptibles est annoncé. Selon la Lettre A, cette bascule sur une périodicité mensuelle a été décidée pour faire des économies à la suite d'un « effondrement des ventes du magazine en 2020 » et doit intervenir à l'automne 2020. Le passage en mensuel va s'accompagner d'une nouvelle vague de suppressions de postes. Le 16 septembre 2020, Le Canard enchaîné fait état « d'inquiétudes » aux Inrockuptibles alors que l'hebdomadaire est « menacé d'une transformation en mensuel » et reste « sans aucune nouvelle » de Mathieu Pigasse. L'hebdomadaire révèle aussi que « la régie pub est dépecée »  et évoque le départ de sa responsable, Géraldine Quintard. Au sein de la rédaction, la rédactrice en chef web Marie Kirschen quitte également le journal. Fanny Marlier, qui était rédactrice en chef adjointe sur le web depuis mars 2019, ainsi que Mathieu Dejean, journaliste pour la rubrique politique et société depuis septembre 2014, quittent également l'entreprise en mars 2021 après l'abandon du traitement de la politique et de la société.

### Retour au mensuel et nouveaux départs
En mars 2021, la direction des Inrockuptibles annonce le retour au format mensuel à partir du mois de juin de cette même année. Selon Le Figaro, ce changement de périodicité est liée à la chute du marché publicitaire mais aussi à une baisse de la diffusion du magazine qui stagne à 20 400 exemplaires. Face à cette mauvaise santé économique du magazine, l'objectif est que Les Inrocks ne fasse plus perdre d'argent au groupe auquel il appartient selon Europe 1. Dans le même temps, les effectifs de la rédaction ont été réduits comme « peau de chagrin » selon la Lettre A. Le journal compte désormais moins d'une dizaine de journalistes salariés. Dans une enquête, Arrêt sur images révèle que Les Inrocks « implosent en silence » et que de nouveaux licenciements vont accompagner ce passage en mensuel alors qu'une « atmosphère de peur » s'est installée dans la rédaction. Lors d'une réunion le 24 mars 2021, la direction des Inrocks a informé que six salariés allaient être licenciés. L'un de ces six salariés venait de passer plusieurs jours en réanimation après avoir contracté le COVID-19. « Les salariés qui restent s'inquiètent de voir leur média devenir une coquille vide, à l'instar du groupe Reworld, fer de lance d'une presse magazine sans journalisme et sans journalistes, spécialiste du recyclage », précise la publication. En avril 2021, Le Canard enchaîné compare à son tour la situation des Inrocks à celle de Reworld en évoquant un « journal ubérisé dont la rédaction a été réduite à l'os » et raconte que depuis 2014, une soixantaine de salariés a été poussée vers la sortie. De son côté, Le Monde décrit une équipe « au bout du rouleau » et « choquée » par le choix du nouveau nom du groupe baptisé « Combat », en référence au journal de la Résistance. Interrogé par Le Monde, Emmanuel Hoog explique que cette réorganisation du groupe et du journal n'est rien de moins qu'un « projet de relance et de reconquête ». Un demi-million d'euros aurait été investi dans la refonte du site du magazine, dont le nombre d'abonnés atteindrait 3 600.
En juin 2021, en proie à une baisse continue de ses ventes et à une vague de licenciements, le titre trentenaire bascule au format mensuel. Le premier numéro a pour couverture l'album Nevermind de Nirvana et est accompagné d'une compilation CD. Pour Jean-Marc Lalanne, le directeur de la rédaction, « l'ambiance s'est apaisée » et le journal est dans une dynamique de « redéploiement tournée vers le futur ». « Ce numéro s'est fait à l'arrache et on a l'impression que ça va être comme ça tous les mois », indique de son côté un élu du personnel à Libération. Interrogé par l'AFP, un élu syndical déplore une « dégradation des conditions de travail ». Les Inrocks vise 30 000 abonnés, contre 20 000 actuellement, selon le directeur des contenus et du développement de Combat, Antoine Daccord.
En parallèle, le journal organise le retour de son festival de musique à l'Olympia mais ce retour est scellé en partenariat avec l'équimentier chinois Huawei, accusé de complicité dans la répression des Ouïghours et des autres peuples musulmans du Xinjiang. Après la mobilisation d'associations et d'artistes sur les réseaux sociaux, le tourneur avertit la direction des Inrocks que certains musiciens ne souhaitent plus être associés au festival si Huawei reste le sponsor. Le 8 juin 2021, la direction du journal décide alors d'annuler son partenariat avec le géant chinois. Selon Libération, il s'agit d'un « coup dur financier alors que le journal est en pleine réorganisation ».
En septembre 2021, Jean-Marc Lalanne est remplacé à son poste de directeur de la rédaction par Joseph Ghosn . Selon Le Canard enchaîné, ce changement de poste s'est déroulé dans un contexte de chute accrue des ventes avec moins de 6 000 exemplaires par mois et alors que l'audience du site Internet n'est plus mesurée par l'Alliance pour les chiffres de la presse et des médias. Dans le même temps, le directeur des contenus Antoine Daccord, le directeur financier Hadrien Allix et enfin la directrice du numérique Alix de Crécy quittent le journal,.
En décembre 2021, La Lettre A publie une enquête sur la situation du journal et parle d'une « hémorragie » après les nouveaux départs de son directeur marketing Gautier Derocles et de sa directrice juridique, Katel Gauthé. Dans ce contexte de crise des ventes et de vacation du pouvoir, Joseph Ghosn compense cette hémorragie en faisant appel à des prestataires. Ghosn a notamment lancé « un audit interne sur la composition des équipes exsangues de la direction, laissant planer l'alternative d'une suppression ou d'une externalisation de certains de ces postes non remplacés », précise la publication.
En septembre 2022, Carole Boinet, jusqu'alors rédactrice en chef adjointe des Inrockuptibles, chargée du numéro sexe, de la diversification, est nommée directrice de la rédaction.

### Identité visuelle (logo)

Logo des Inrockuptibles auparavant.
Logo des Inrockuptibles jusqu'en 2010.
Logo des Inrockuptibles à partir de 2010, conçu par Étienne Robial.
Logo des Inrockuptibles à partir de 2017.
Logo des Inrockuptibles à partir de 2021.

## Ligne éditoriale
La ligne éditoriale des Inrocks est habituellement classée à gauche de l'échiquier politique,,. En mai 1995, le magazine publie son premier long entretien avec un homme politique : Michel Rocard. Ce numéro marque, selon Véronique Servat, le passage vers le post-mitterrandisme des étudiants l'ayant fondé. En 1998, Libération le présente comme « l'hebdo des jeunes élites chic et de gauche ».
En 2011, David Kessler, directeur de la publication. explique que le magazine ne compte aucunement se faire le porte-parole d'un candidat, précisant : « Si nous représentons un courant politique, c'est la gauche, au sens large.» Au second tour de l'élection présidentielle, il affirme que le titre s'engagera, quoi qu'il arrive, « pour le candidat de gauche ».
En 2012, au premier tour de l'élection présidentielle, dans un vote interne à la rédaction, François Hollande arrive premier devant Jean-Luc Mélenchon avec 45,8 % contre 26,3 %. Le risque de conflit d'intérêts est alors soulevé lors la nomination d'Audrey Pulvar à la tête de la rédaction du magazine.

## Diversification

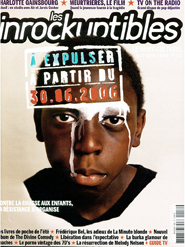
Couverture du magazine en 2006. Photographie de Pascal Colrat.

Le magazine tente d'étendre son activité éditoriale au-delà de la presse écrite hebdomadaire. Il publie régulièrement des numéros hors-série, le plus souvent consacrés à des artistes (Bob Marley, The Clash, The Cure, Placebo, Maurice Pialat, Jean-Luc Godard, Radiohead, The Beatles, The Rolling Stones, The Smiths, etc.). Ces hors-séries sont généralement intitulés Les Inrocks 2. Les éditions distribuent certains films sous forme de DVD (Mulholland Drive, Monty Python : Sacré Graal !). Cette diversification permet à la société éditrice de bénéficier d'une meilleure stabilité financière[réf. nécessaire].
Les Inrockuptibles cosignent avec d'autres titres, des publications communes, avec le quotidien Le Monde notamment, pour présenter un supplément « Agenda culturel ».
En 1990, la revue littéraire L'immature, littérature est créée par deux collaborateurs du journal, Michel Jourde et l'écrivain Hadrien Laroche.
La société diffuse également des disques-hommage hors du circuit traditionnel de distribution. Les œuvres d'un artiste reconnu sont interprétées et ré-appropriées par des groupes et artistes actuels. Parmi ces initiatives, on remarque I'm Your Fan consacré à Leonard Cohen en 1991, The Smiths Is Dead en 1996 et Monsieur Gainsbourg revisited en 2006[réf. souhaitée].
Depuis 1990, Les Inrockuptibles organisent un festival de musique (le Festival des Inrockuptibles) centré sur Paris et délocalisé dans quelques grandes villes françaises, parmi lesquelles Clermont-Ferrand, Lille ou Nantes. La programmation de ce festival mêle découvertes, nouveautés et groupes cultes. L'événement est unanimement reconnu par la critique musicale française. Les Inrockuptibles organisent parfois d'autres concerts ou tournées spécifiques.
Depuis 2002, le magazine organise le concours CQFD (Ceux qu'il faut découvrir), pour lequel sont sélectionnés une vingtaine d'artistes non signés. En 2007, ce concours se transforme en plate-forme communautaire sur Internet grâce à laquelle – à l'instar de Myspace – les musiciens peuvent déposer leurs compositions et les diffuser. Chaque trimestre, le jury décerne le « Prix CQFD » à l'artiste parmi les plus populaires de la plate-forme. En 2011, le concours est renommé « inRocKs lab »,.
En juin 2008, Les Inrockuptibles lancent un mensuel consacré au rock intitulé Volume, arrêté neuf mois plus tard,,.
Une édition argentine du magazine, basée à Buenos Aires, est publiée en langue espagnole depuis 1996 : Los Inrockuptibles. En octobre 2018, la version argentine des Inrocks cesse sa parution.

## Critiques
Le magazine Les Inrockuptibles a ainsi des détracteurs, parmi lesquels Emmanuel Lemieux. En 2003, il met en évidence l'influence du magazine sur le paysage médiatique parisien et national dans l'essai Pouvoir intellectuel : Les nouveaux réseaux.
En 2002, Pierre Carles reproche aux Inrocks d'être un «Télérama des petits bobos » dans son journal Pour lire pas lu. Pour le documentariste, « c'est à la comédie du journalisme que sont hebdomadairement conviés les lecteurs des « Inrocks », entre asthénie intellectuelle et piaillements « citoyens », « postmodernité » et fausses audaces, le tout mijotant dans un jargon anglophile ».
Sur le site Acrimed, Mathias Reymond reproche à l'hebdomadaire de s'adresser à un lectorat ayant un niveau de vie élevé et de confondre ce qui est supposé cool et ce qui est cher. Par exemple, dans sa rubrique « Où est le cool ? », le magazine a tendance à recommander des articles particulièrement onéreux selon l'auteur.
En 2015, les rapports « poreux » entre les annonceurs publicitaires et le journal culturel sont épinglés par Arrêt sur images lors de la diffusion d'un test de jeu vidéo sponsorisé. « Les éditeurs de jeux vidéo en rêvaient, Les Inrocks l'ont fait : le site de l'hebdomadaire culturel a publié aujourd'hui le test de Fallout 4, l'un des jeux vidéo les plus attendus de l'année. Un test dithyrambique, sponsorisé par... Bethesda, l'éditeur du jeu, ce qui n'était pas signalé lors de sa mise en ligne », regrette le site de critiques des médias.
En août 2017, les traditionnels numéros « spécial sexe » du journal sont jugés « sexistes » par le site Acrimed. Le site de critique des médias relève que parmi les 19 personnes figurant en une de ces numéros, on compte 17 femmes pour seulement 2 hommes. « Force est de remarquer que pour Les Inrocks, parler de sexe en étant « en décalage permanent » par rapport à la « norme », c'est mettre à la « Une », dans près de 90 % des cas, des femmes nues et/ou dans des poses lascives, et jamais seulement un (ou des) homme(s) », note ainsi Acrimed.

## Polémiques

### Défense de Brisseau et Polanski
Le 30 novembre 2005, Les Inrockuptibles publient une pétition de soutien, à Jean-Claude Brisseau qualifié « d'artiste blessé » par le magazine après sa comparution pour harcèlement sexuel et escroquerie à la suite des plaintes déposées par deux actrices. Elle est signée par plus d'une centaine de personnes dont de nombreux cinéastes (Laurent Achard, André S. Labarthe, Jean-Pierre et Luc Dardenne, Eric Rohmer, Olivier Assayas, Rebecca Zlotowski, Claire Denis) et plusieurs plumes des Inrocks dont Serge Kaganski, Jean-Baptiste Morain, Frédéric Bonnaud ou Olivier Joyard. Le 12 septembre 2006, les Inrockuptibles justifient ce soutien sous la plume de Jean-Baptiste Morain : « Au moment de “l'affaire Brisseau" et de son procès, nous avons été une paire de journalistes, aux Inrockuptibles, à signer la pétition en sa faveur, où était affirmé notre souhait de le voir continuer à réaliser des films. Parce que nous le considérons comme l'un des plus grands cinéastes français de notre époque. Ce soutien à Brisseau, nous avons parfois dû le justifier auprès de ceux – même des proches – qui le trouvaient suspect, ou qui étaient choqués de nous voir soutenir un “vieux cochon" [...] Dans une société rêvée, Jean-Claude Brisseau serait considéré comme un scientifique, il dirigerait un département de recherche en érotologie et personne ne trouverait cela sale ». Comme d'autres médias, le magazine culturel se montre tendre avec Brisseau, et cruel envers ses accusatrices, qui n'auraient rien compris à l'art délicat du « tournage cinématographique comme sanctuaire artistique », rapporte Buzzfeed. Quelques mois plus tard, le cinéaste est condamné à un an de prison avec sursis et 15 000 euros de dommages et intérêts. Son film, Les Anges accusateurs, sera ensuite défendu par le journal qui critiquera les « donneuses de leçon de morale puritaines »,.
En novembre 2013, c'est la couverture consacrée à Roman Polanski qui suscite la polémique auprès d'associations féministes. Pour Les Inrocks, le cinéaste a payé d'une « certaine manière son après-midi d'égarement alcoolisé » avec sa victime Samantha Geimer.

### Affaire Mehdi Meklat
Le 31 janvier 2017, Mehdi Meklat fait la une des Inrockuptibles avec Christiane Taubira et Badroudine Saïd Abdallah. Une polémique s'ouvre après l'exposition d'anciens tweets racistes, antisémites, homophobes et misogynes de Mehdi Meklat, s'exprimant à cette occasion en tant que personnage fictionnel volontairement xénophobe. Des messages entre des journalistes des Inrockuptibles et Marcelin Deschamps (Mehdi Meklat) sont révélés par des internautes, témoignant de la connaissance par ces journalistes des tweets de Mehdi Meklat depuis 2011,. Un article paru sur le site des Inrockuptibles en 2012 mentionnant le profil Twitter de Meklat est également évoqué. « Ça peut aller trop loin, mais la plupart du temps, c'est drôle à mourir », écrit alors le journaliste Alexandre Comte. Pierre Siankowski, directeur de la rédaction des Inrocks, affirme qu'il n'avait pas eu connaissance de ces messages avant leur exposition médiatique.

### Bertrand Cantat
En octobre 2013, Les Inrockuptibles dédient une première couverture polémique à Bertrand Cantat. « On voulait lui parler non pas pour le disculper », mais parce qu'« on ne reconnaissait pas le Bertrand Cantat décrit par une certaine presse » justifie le journal culturel dans son édito. Pour les Inrocks, interdire au chanteur d'exercer son métier, « ça serait nier le travail et les décisions des tribunaux, instaurer une autre forme de condamnation, à vie, une autre forme de justice ». « Bertrand Cantat confie ses états d'âme aux Inrockuptibles dans le cadre de promotion de son nouvel album (...) Indécence, ignominie, on ne trouve pas les mots », s'indigne l'éditorialiste du Point, Franz-Olivier Giesbert.
Quatre ans plus tard, en octobre 2017, Les Inrockuptibles consacrent une nouvelle une à Bertrand Cantat. Celle-ci déclenche une polémique encore plus importante et suscite des messages « parfois très virulents » de « lecteurs, personnalités, citoyens, artistes »,. Cette polémique est renforcée par la présence du CD qui accompagne la couverture et sur lequel figure un titre du rappeur Orelsan, accusé en 2009 de provocation à la violence à l'égard d'un groupe de personnes en raison de leur sexe. Des associations féministes avaient porté plainte en raison de cette phrase issue de son premier album : « (Mais ferme ta gueule) ou tu vas t'faire Marie-Trintignier ». L'essayiste Raphaël Enthoven s'en prend aux Inrocks qui mettent Cantat en couverture « pour doper [leurs] petites ventes » et « tiennent pour des censeurs les gens qui osent s'en indigner ». Daniel Schneidermann estime que la décision économique a pris le dessus sur l'intérêt rédactionnel : « Les Inrocks voulaient toucher une nouvelle fois le jackpot Cantat. Ils se sont pliés aux conditions », regrette le fondateur d'Arrêt sur images. Selon une enquête de Technikart, cette couverture s'explique pour des raisons financières. Après les ventes mitigées de la nouvelle formule du magazine, Matthieu Pigasse ordonne de redresser les ventes. « Alors quand Jean-Daniel Beauvallet revient de La Taillade après y avoir interviewé Cantat, la direction y voit I'occasion de s'offrir une couve vendeuse », raconte le magazine. « Ce sont Les Inrocks qui ont convaincu Cantat de faire la couve pas l'inverse » estime d'ailleurs un ancien de chez Barclay dans la même enquête.
L'hebdomadaire se sent contraint de donner, dixit le journal Le Monde, « des explications tardives » à ses critiques en expliquant notamment que « l'histoire de Bertrand Cantat fait partie de celle des Inrockuptibles, depuis les années 1980 », Noir Désir ayant participé à la « construction de [son] identité ». Il termine sa réponse par un mea culpa. En réponse à cette couverture, l'hebdomadaire féminin Elle décide de consacrer son éditorial et sa couverture à l'actrice Marie Trintignant. Le magazine veut ainsi s'élever contre l'occultation des violences faites aux femmes. Le site féministe Les Nouvelles News critique le billet d'excuses des Inrockuptibles qui s'adresse aux « lecteurs » et non à leurs lectrices. « Si Les Inrocks mettaient en valeur autant d'artistes, d'auteures femmes que d'hommes, ils pourraient se féliciter de déconstruire la domination masculine. Mais jusqu'ici, ils n'ont fait que participer à en consolider les fondations, comme la plupart des médias riches et influents », peut-on ainsi lire dans leur éditorial. Un autre média du groupe dont fait partie Les Inrocks, le site féministe Cheek Magazine, regrette une couverture, jugée « particulièrement symptomatique d'une complaisance envers les hommes violents » et qui relève de la « banalisation des violences faites aux femmes »,.
Interrogé sur cette couverture polémique par Philippe Vandel sur Europe 1 en juillet 2020, Jean-Marc Lalanne dit la regretter et déclare qu'il s'agit d'une « grave erreur » pour le titre.

### Silence au cours de l'affaire Mila
En janvier 2020, le silence des Inrockuptibles comme celui d'autres médias de gauche face au cyber-harcèlement de la lycéenne Mila à la suite de la déclaration de son aversion pour les religions et l'islam sur Instagram est critiqué par Arrêt sur images. La rédactrice en chef du site web, Marie Kirschen se défend en déclarant que les membres de la rédactions se seraient « recentrés sur la culture il y a un peu plus d'un an, il y a beaucoup moins de papiers sur des thématiques sociétales ou politiques ». Eugénie Bastié du Figaro s'interroge sur le silence du magazine qui serait « pourtant en pointe lorsqu'il s'agit de déconstruire l'hétéropatriarcat »[non pertinent].

### Hellfest
En janvier 2020, la Cour de cassation, relance le procès en diffamation et injure intenté par l'association « Les Amis du collectif pour un festival Hellfest respectueux de tous » après la publication d'un article du journal daté de juillet 2017. L'association avait porté plainte pour incitation à la haine, à la violence et au meurtre ainsi que pour provocation au suicide. Elisabeth Laborde, alors directrice de la publication des Inrockuptibles et le journaliste Nicolas Mollé, sont ainsi mis en examen. En juin 2022, le collectif se désiste, mettant un terme aux poursuites.

## Diffusion
La diffusion totale des Inrockuptibles, chaque semaine. Source : OJD, 2019 et Le Figaro, 2020.
| Année             | 2005   | 2006   | 2007   | 2008   | 2009   | 2010   | 2011   | 2012   | 2013   | 2014   | 2015   | 2016   | 2017   |
| ----------------- | ------ | ------ | ------ | ------ | ------ | ------ | ------ | ------ | ------ | ------ | ------ | ------ | ------ |
| Diffusion payante | -      | -      | -      | 39 060 | 38 940 | 44 336 | 57 906 | 59 301 | 45 611 | 39 329 | 37 994 | 38 680 | 37 120 |
| Diffusion totale  | 39 473 | 41 755 | 41 256 | 40 156 | 40 534 | 46 332 | 58 822 | 60 334 | 46 700 | 40 149 | 38 811 | 39 461 | 37 929 |

| 2020   |
| ------ |
| 20 400 |
| 30 706 |

## Actionnariat et finances
Lors de son lancement, le magazine se présente comme indépendant. Jean-Claude Fasquelle, PDG des éditions Grasset, et la créatrice de mode Agnès Troublé (agnès b.) investissent très tôt dans le magazine. Ils renforcent leur position au capital en 1996 alors que rentrent dans l'actionnariat le groupe d'investissement Archimédia (groupe GAN), BNP développement ainsi que Le Monde et Télérama. En 2002, 62 % des capitaux sont extérieurs à la revue.
Le fonds d'investissement Orium devient dans les années 2000 l'actionnaire de référence du journal.
En 2009, Matthieu Pigasse, vice-président de la banque Lazard en Europe achète l'hebdomadaire, dont il préside le conseil d'administration. Il détient alors 77,5 % des Editions Indépendantes, société éditrice des Inrockuptibles. Orium conserve 18 % des parts. Les 2 % restants sont détenus par Christian Fevret, le cofondateur de l'hebdo.
En 2012, Les Inrockuptibles reçoit 329 000 € de subvention de la part de l'État au titre de l'aide à la presse.